# Missionare des hl. Franz von Sales
Die Missionare des hl. Franz von Sales (lateinisch Missionarii S. Francisci Salesii de Annecio, Ordenskürzel: MSFS) sind ein Institut des geweihten Lebens der katholischen Kirche. Sie wurden 1838 im französischen Annecy von Pierre-Marie Mermier (1790–1862) gegründet. Seit 2014 ist Pater Abraham Vettuvelil MSFS der Generalsuperior des Ordens. Im englischsprachigen Raum werden sie auch als Fransalian Fathers oder kurz als Fransalians bezeichnet.

## Ziele und Aufgaben
Pierre-Marie Mermier verfolgte mit der Gründung der Missionare des hl. Franz von Sales drei Ziele:
- Erneuerung des Glaubens in den Pfarrgemeinden durch Predigt, Seelsorge und Gemeindemission
- Mission, also Verkündigung der christlichen Botschaft an alle Menschen, die davon noch nichts gehört haben
- Christliche Erziehung der Kinder und Jugendlichen

Als Grundlage für diese Aufgaben sollen die Mitglieder der Gemeinschaft Gott über alles suchen und Christus nach dem Beispiel von Franz von Sales nachfolgen und die salesianische Spiritualität leben. Die Missionare des hl. Franz von Sales zählen daher zu den Ordensgemeinschaften der Salesianischen Familie.

### Gebet und Nächstenliebe
Gebet und Kontemplation sind unersetzbare Voraussetzungen für das Leben der Missionare des hl. Franz von Sales. Die Gemeinschaft soll vom Leben und Beispiel des heiligen Franz von Sales lernen und ihn im täglichen pastoralen Dienst nachahmen. Konkret heißt das, ein Leben des Gebetes, des Gottvertrauens, der Menschenfreundlichkeit und Gastfreundschaft zu führen. Die Missionare des hl. Franz von Sales bemühen sich, diese Ideale im täglichen Leben vor Augen zu halten, und nehmen sich jeden Tag wenigstens eine halbe Stunde Zeit für Besinnung und Meditation über das Wort Gottes und das Leben Jesu. Die Lesung aus der Bibel und den Schriften des heiligen Franz von Sales sind die geistige Nahrung für das tägliche Leben. Sie bemühen sich, wie Franz von Sales in jedem Menschen das Gesicht Jesu zu sehen. Diese Haltung bedeutet konkret: Zeit haben für die Menschen, sie freundlich empfangen und mit ihnen geduldig sein. Es bedeutet auch, hilfsbereit zu sein – besonders zu den Armen und Bedürftigen –, Trost zu spenden und Hoffnung zu schenken.

### Beistand und Verständnis für die Jugend und die Armen
Die Missionare des hl. Franz von Sales bemühen sich vor allem um die Erziehung der Jugendlichen zum Glauben und zu den humanen Werten. Diese Aufgabe fordert die Bereitschaft, die Jugendlichen zu verstehen, ihnen in ihren Problemen und Konflikten beizustehen und Hilfe zu leisten.
Durch die Glaubensverkündigung begegnen die Missionare vielen Menschen, die Hilfe brauchen. Viele von ihnen sind ohne Bildung und Besitz, vor allem in den Entwicklungsländern. Sie sind alleine nicht in der Lage, ein menschenwürdiges Leben zu führen. Die Missionare versuchen, deren Not zu lindern.

## Verbreitung
Die Missionare des hl. Franz von Sales zählen derzeit 1603 Mitglieder (Stand: 2017) und arbeiten in Indien, Brasilien, Chile, Tansania, Namibia, Südafrika, Frankreich, Schweiz, England, Irland und Deutschland. Ihre größte Verbreitung ist in Indien. In Indien und in den englischsprachigen Ländern sind sie unter dem Namen Fransalian Fathers oder kurz als Fransalians bekannt.

## Aktuell
Am 27. August 2018 übernahmen die Missionare des hl. Franz von Sales die Klosterarbeit in Schlanders, welche 374 Jahre lang durch die Kapuziner Österreichs und Südtirols betreut wurde.

## Leitwort
Sanftmütig in die Welt hineingehen und ihr die Erneuerung des christlichen Lebens bringen – durch missionarische Verkündigung, Evangelisierung der Menschen und Erziehung der Jugend.